# Mercedes-Benz OM 457
Der OM 457 ist ein Dieselmotor der Marke Mercedes-Benz, der in Lastkraftwagen und Omnibussen eingesetzt wurde. Er ist als Reihen-Sechszylindermotor ausgeführt und wurde von 1998 bis 2013 hergestellt. Ihn gab es in den Abgasnormen Euro II, Euro III, IV, V und EEV.

## Technik OM 457
Der OM 457 ist ein wassergekühlter Viertaktdieselmotor mit Pumpe-Leitung-Düse-Einspritzung. Er wurde für den Antrieb von Fahrzeugen entwickelt. Er kann längs oder quer eingebaut werden. Der Hubraum von 11.967 cm³ ergibt sich aus einer Bohrung von 128 mm zusammen mit 155 mm Hub. Die Zündfolge des Motors ist 1 - 5 - 3 - 6 - 2 - 4, der Kurbelwellendrehsinn ist entgegen dem Uhrzeigersinn. Angeboten wird der OM 457 in mehreren Varianten für die Abgasnormen Euro II bis Euro EEV in den Leistungsstufen 185–335 kW (252-455 PS).

### Motorgehäuse und Kurbeltrieb
Der Zylinderblock und das Kurbelgehäuse sind aus Grauguss hergestellt, die siebenfach gelagerte Kurbelwelle ist geschmiedet und hat angeschraubte Gegengewichte. Von den Kolben wird die Kraft über geschmiedete Pleuelstangen auf die Kurbelwelle übertragen. Der Motor hat Einzelzylinderköpfe aus Grauguss, die mit Stehbolzen angeschraubt sind. Im Kurbelgehäuse des Motors sind Kühlmittel-, Kraftstoff- und Ölports sowie Ölkühler, Pumpe-Düse-Einheiten und Ölspritzdüsen integriert. Die Ölwanne des Motors ist aus einer Aluminiumlegierung hergestellt und fasst 27 Liter. Sie muss für den ordnungsgemäßen Betrieb mindestens 16 Liter enthalten, das Volumen des Ölfilters ist nicht mit eingerechnet.

### Nockenwelle
Der OM 457 hat eine  seitliche untenliegende, siebenfach gelagerte Nockenwelle. Sie wird über ein Stirnrad vom Schwungrad aus angetrieben. Am Stirnrad der Nockenwelle ist ein Zahnrad angebracht, das den Luftkompressor und die Pumpe für die Servolenkung antreibt. Am Ende der Nockenwelle sitzt ein Zahnrad, das die Kraftstoffpumpe antreibt. Die Nockenwelle pro Zylinder hat je einen Ein- und Auslassnocken, sowie zusätzlich einen Einspritznocken, der die Einsteckpumpe betätigt.

### Ventiltrieb
Über Stößel, Stoßstangen und Kipphebel  betätigt die Nockenwelle pro Zylinder je zwei hängende Ein- und Auslassventile (OHV). Die Einlassventile sind dabei über eine horizontalen Traverse (Ventilbrücke) verbunden, gleiches gilt für die Auslassventile. Auf die Mitte dieser Traversen wirken die im 45°-Winkel dazu angeordneten Kipphebel. Anders als bei einem Vierventilsystem mit zwei obenliegenden Nockenwellen (DOHC) werden Ein- und Auslassventile von derselben Nockenwelle gesteuert und es gibt nur zwei Nocken für vier Ventile.

### Kolben
Die Kolben sind aus einer Aluminiumlegierung und unterhalb der Kolbenringe graphitbeschichtet. Sie haben beim genannten Durchmesser von 128 mm eine Höhe von 140 mm. Die Masse der Kolben beträgt 2470 g. Die Kolben haben drei Kolbenringe. Der erste Kolbenring ist ein chromkeramikbeschichteter Trapezring aus Grauguss. Der zweite Kolbenring ist konisch und chrombeschichtet, der dritte Kolbenring ist aus Gusseisen mit angeschrägtem Rand und Ringfeder. Innerhalb des Kolbens läuft ein Kühlkanal, der von Kühlöl gespeist wird. Der Brennraum im Kolben (die Kolbenmulde) ist geteilt und fasst 93,6 cm³. Die Kolbenkronen werden von Ölspritzdüsen im Kurbelgehäuse gekühlt, die Kolbenbolzen haben einen Durchmesser von 52 mm.

### Kraftstoffsystem
Der Kraftstoff wird durch Sechs- oder Siebenlochdüsen mit bis zu 1800 bar in den Zylinder eingespritzt, die über verhältnismäßig kurze Hochdruckleitungen mit Pumpe-Leitung-Düse-Einheiten verbunden sind. Anders als bei einem Common-Rail-System hat jeder Zylinder eine eigene Hochdruckpumpe mit eigenem Hochdruckkreislauf. Die Pumpe-Düse-Einheiten stehen neben den Zylindern und werden direkt von der darunterliegenden Nockenwelle betätigt. Die Treibstoffmenge wird mit Magnetventilen vom Steuergerät gesteuert. Der benötigte Kraftstoff fließt zunächst vom Kraftstofftank in den Kraftstoffkühler, der am Kurbelgehäuse befestigt ist. Von dort läuft der Kraftstoff in die Kraftstoffpumpe, die den Kraftstoff in den Kraftstofffilter pumpt. Der Kraftstofffilter ist beheizt und ist für Länder mit schlechter Kraftstoffqualität (primär Osteuropa) mit einem Wasserabscheider ausgestattet. Vom Kraftstofffilter fließt der Treibstoff in die Pumpe-Düse-Einheiten. Überschüssiger Kraftstoff wird über eine Leckleitung zunächst einem Drucksteuerventil zugeführt, das den Kraftstoff in die Kraftstoffpumpe zurückleitet. Von der Kraftstofffilterleckleitung fließt überflüssiger Treibstoff zurück in den Tank. Als Kraftstoffe können Dieselkraftstoffe nach EN 590 oder EN 14214 verwendet werden.

### Kühlsystem
Das Kühlsystem hat einen Wasserkühler und fasst 15 Liter, das von einer Förderpumpe mit 7,7 Litern Förderleistung pro Sekunde bei Motornenndrehzahl umgewälzt wird. Ab einer Temperatur von 83 °C öffnet das Thermostat das Ventil vom Motorwasserkreislauf zum Wasserkühler, ab 95 °C ist es vollständig geöffnet. Die maximale Wassertemperatur soll 100 °C betragen. Zusätzlich zum Wasserkühler hat der Motor noch einen Lüfter, der in zwei Varianten angeboten wird. Die erste Variante hat eine ölhydraulische Kupplung, deren Kraftübertragung von der Viskosität des Öls abhängt. Mit steigender Motortemperatur ändert sich die Viskosität des Öls, wodurch sich der Lüfter schneller dreht. Nachteilhaft bei dieser Variante ist die Trägheit. Die zweite Variante hat eine elektromagnetische Kupplung, die die Lüftergeschwindigkeit präziser steuern kann. Spätestens alle drei Jahre soll das Kühlmittel im Motor ersetzt werden.

### Hilfsaggregate
Der Motor wird von einem Abgasturbolader von BorgWarner mit festen Leitschaufeln aufgeladen. Die Ladeluft wird von einem Ladeluftkühler abgekühlt, bevor sie den Ansaugtrakt erreicht. Das Abgas wird bei der Euro-5-Emissionsnorm mit SCR-Katalysator und AdBlue gereinigt. Der Luftkompressor für die Druckluftanlage fördert 890 Liter pro Minute mit 12 bar Systemdruck und Motornennleistung. Die elektrische Anlage arbeitet mit 24 Volt Spannung und wird von bis zu zwei Keilrippenriemen getriebenen Alternatoren mit Spannung versorgt. Zum Anlassen des Motors dient ein Starter mit 7 kW Leistung.

### Technische Daten
|                                                         | OM 457.951 LA                                           |
|                                                         | Motorbeschreibung                                       |
| ------------------------------------------------------- | ------------------------------------------------------- |
| Bohrung × Hub, Hubraum                                  | 128 × 155 mm, 11967 cm³                                 |
| Motorbauart                                             | Sechszylinderreihenmotor                                |
| Funktionsprinzip                                        | Viertaktdieselmotor                                     |
| Gemischaufbereitung                                     | Pumpe-Leitung-Düse                                      |
| Motoraufladung                                          | 1 × Turbolader mit festen Leitschaufeln, Ladeluftkühler |
| Kühlung                                                 | Wasserkühlung                                           |
| Verdichtungsverhältnis                                  | 18,5:1                                                  |
| Kurbelwellendrehsinn                                    | Gegen den Uhrzeigersinn                                 |
|                                                         | Allgemeine Daten                                        |
| Minimale Starttemperatur bei 75 % geladenem Akkumulator | −20 °C                                                  |
| Startdrehzahl bei −20 °C                                | 100 min−1                                               |
| Maximal zulässige Motortemperatur                       | 100 °C                                                  |
| Maximal zulässige Lichtmaschinentemperatur              | 80 °C                                                   |
|                                                         | Leistungsdaten                                          |
| Nennleistung                                            | 260 kW bei 2000 min−1                                   |
| Maximales Drehmoment                                    | 1600 Nm bei 1100 min−1                                  |
| Standardleerlaufdrehzahl                                | 560 min−1                                               |
| Minimale Leerlaufdrehzahl                               | 510 min−1                                               |
| Maximale Drehzahl                                       | 2360 min−1                                              |
| Minimale Lastdrehzahl                                   | 1000 min−1                                              |
| Maximale Betriebshöhe über Meeresspiegel                | 2000 m                                                  |
|                                                         | Abmessungen und Gewicht                                 |
| Abmessungen (Länge × Breite × Höhe)                     | 1316 × 746 × 1019 mm                                    |
| Masse (trocken)                                         | 1045 kg                                                 |
| Masse (betriebsbereit)                                  | 1065 kg                                                 |
| Leistungsgewicht (trocken)                              | 4,02 kg/kW                                              |
| Leistungsgewicht (betriebsbereit)                       | 4,1 kg/kW                                               |
|                                                         | Ladeluftsystem                                          |
| Turboladerladedruck                                     | 1,35 bar bei 2000 min−1                                 |
| Maximal zulässiger Ladedruck                            | 1,4 bar bei 2000 min−1                                  |
| Maximal zulässiger Ladedruckabfall                      | 0,1 bar bei 2000 min−1                                  |
| Ladelufttemperatur nach Verdichterrad                   | 145 °C                                                  |
| Ladelufttemperatur nach Ladeluftkühler                  | 40 °C                                                   |
|                                                         | Kraftstoffsystem                                        |
| Treibstoff                                              | Dieseltreibstoff nach EN 590 oder EN 14214 mit 51 CZ    |
| Treibstoffverbrauch bei Nennleistung                    | 202 g/kWh                                               |
| Treibstoffverbrauch bei maximaler Leistungsabgabe       | 184 g/kWh                                               |
| AdBlueverbrauch im Verhältnis zum Treibstoffverbrauch   | 3–5 %                                                   |
| Abgasnachbehandlungsstoff                               | AdBlue nach DIN 70070                                   |
|                                                         | Hilfsaggregate                                          |
| Lichtmaschine                                           | 2 × 28 V, 100 A                                         |
| Anlasser                                                | 24 V, 7 kW Nennleistung                                 |

## OM 460
Als leistungsstärkere Weiterentwicklung brachte Mercedes-Benz noch den OM 460 auf den Markt, der sich von seinem Vorgänger OM 457 primär durch längeren Hub (166 mm) und vergrößertes Hubvolumen (12.816 cm³) unterschied.